# Jacqueline Nguya Nakwete
Jacqueline Nguya Nakwete, née vers 1960, est une joueuse congolaise (RDC) de basket-ball évoluant au poste de pivot.

## Carrière
Jacqueline Nguya Nakwete évolue dans le club de l'YMCA et en équipe du Zaïre dans les années 1980 ; capitaine de la sélection, elle remporte notamment le Championnat d'Afrique féminin de basket-ball 1983, le Championnat d'Afrique féminin de basket-ball 1986 et dispute le Championnat du monde féminin de basket-ball 1983, terminant à la 14e place.
Elle prend sa retraite en 1993.